# Abdias do Nascimento
Abdias do Nascimento (Franca, 14 de març de 1914 — Rio de Janeiro, 23 de maig de 2011) va ser un actor, poeta, escriptor, dramaturg, artista plàstic, professor universitari, polític i activista dels drets civils i humans del poble afrobrasiler.
El 1936 es va traslladar a Rio de Janeiro per estudiar Economia, i es va graduar el 1938 a la que aleshores s'anomenava Universitat del Brasil. El 1938, va organitzar i participar en el Congrés Afro-Campineiro, a Campinas. Sempre en moviment, va graduar-se en Sociologia a l'Institut Superior d'Estudis Brasilers (ISEB) el 1956, i va rebre un doctorat honoris causa de la Universitat Estatal de Rio de Janeiro (UERJ) i la Universitat Federal de Bahia (UFBA).
Considerat un dels majors exponents de la cultura negra i dels drets humans al Brasil i en el món, va ser indicat al Premi Nobel de la Pau de 2010. Va fundar entitats pioneres com el Teatre Experimental del Negre (TEN), el Museu de l'Art Negra (MAN) i l'Institut d'Investigacions i Estudis Afro-Brasilers (IPEAFRO). Va ser un idealizador del Memorial Zumbi i del Moviment Negre Unificat (MNU), i va actuar en moviments nacionals i internacionals com el Front Negre Brasiler, la Negritude i el Panafricanisme. De jove, va ser membre de l'Acció Integralista Brasilera (AIB), on va actuar com periodista, considerant el període fonamental per a possibilitar-li "coneixements sobre la cultura brasilera, art, literatura i economia", però desvincular-s'hi per oposar-se a "un segment sistemàticament racista" dins el moviment. Va actuar en l'antic Partit Laboral Brasiler (1945-65) i va ser fundador del Partit Democràtic Laboral en 1981, arribant a ser-ne vicepresident.
Va ser professor emèrit a la Universitat de Buffalo, on, durant el seu exili del règim militar, va ensenyar durant deu anys. Nascimento va ser professor visitant a l'Escola d'Arts Dramàtiques de la Universitat Yale. Convidat pel Fòrum d'Humanitats de la Universitat Wesleyan, també als Estats Units, va participar com a professor visitant, amb alguns dels intel·lectuals més destacats de l'època, en el Seminari "La Humanitat en Revolta". Va ser professor visitant al Departament de Llengües i Literatures Africanes de la Universitat d'Ife, a Nigèria. De tornada de l'exili, va ser diputat federal i senador de la República, així com secretari del govern de l'estat de Rio de Janeiro.

## Biografia

### Família
Fill de Georgina Ferreira do Nascimento (coneguda com a Dona Josina), pastissera i nodrissa, i José Ferreira do Nascimento, sabater i guitarrista; Abdias do Nascimento era net de dones esclavitzades. L'àvia materna, Francelina, va ser internada al famós manicomi de Juquery i va patir greus conseqüències pels maltractaments que hi va rebre. La seva àvia paterna, Ismênia, nascuda a l'Àfrica, va ser violada per un portuguès. Per això el pare d'Abdias «va portar, durant els seus 95 anys de vida, el dolor de ser un fill 'natural', és a dir, de no haver estat reconegut pel seu pare».
Dins l'AIB, va treballar en el gabinet de Plínio Salgado. Va participar dels cercles d'estudiants integralistes. Segons Gerardo Melo Mourão, Abdias «es va dedicar exclusivament al problema de la raça negra, de la redenção dels negres brasilers, deia que era la missió d'ell i era realment una cosa tan important». El febrer de 1938, va ser detingut en l'àmbit del Procés n° 461 del Tribunal de Seguretat Nacional, al costat d'altres sis integralistes, per distribuir butlletins a finals de desembre de 1937. Segon va investigar la policia política, Abdias hauria acompanyat Rômulo Almeida, el principal autor d'una gran distribució de pamflets a edificis en el Districte Centre de Rio de Janeiro.

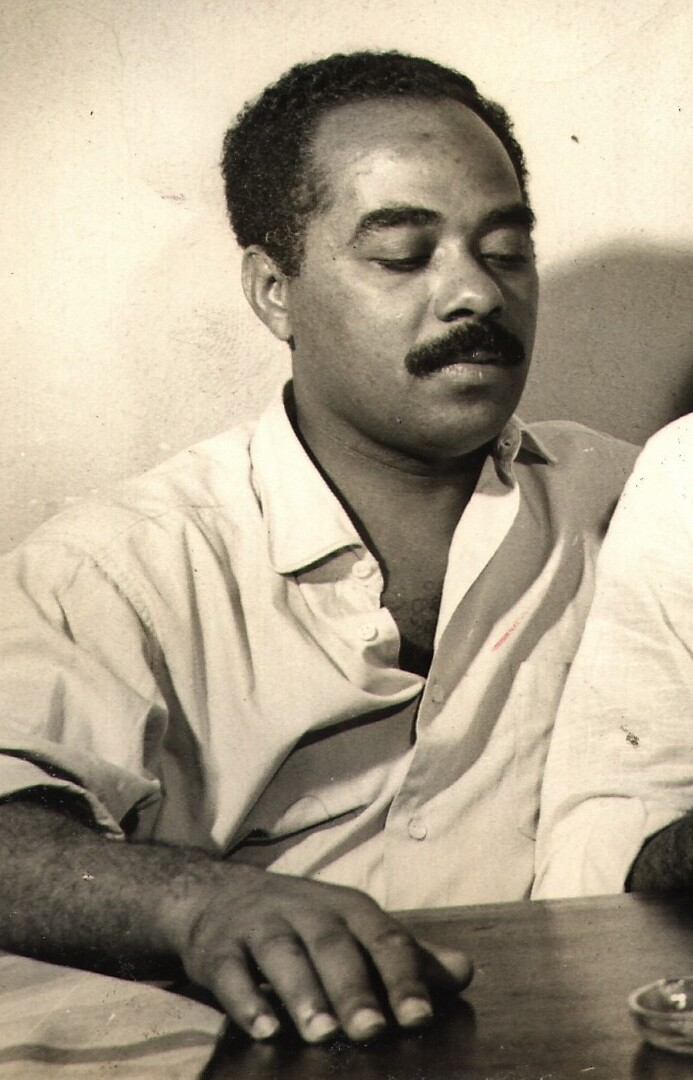
1958

Després de l'Estado Novo, el departament de premsa del successor de l'AIB, el Partit de Representació Popular, va donar àmplia divulgació a les activitats de Nascimento. Va donar entrevistes per al diari oficial de l'integralisme, La Marxa, en la dècada del 1950, i va ser a través de l'editora GRD, del director de La Marxa, l'integralista Gumercindo Rocha Dorea, que va publicar els seus primers llibres. Segons Gabriel Soares Predebon, això demostrava una continuïtat de les relacions d'Abdias amb el moviment integralista.

### Règim militar
Amb l'enduriment de la dictadura militar, Abdias s'exilia durant 13 anys. En la mateixa època, el Teatre Experimental del Negre (TEN) és dissolt i el paulista es va apartar del teatre, dirigint la seva militància política per altres camins, passant a ser professor universitari i dedicant-se a la pintura i a la investigació de la cultura religiosa afrobrasilera.

### Vida política
Després de tornar de l'exili, Nascimento es va inserir en la vida política al col·laborar fortament per a la creació del Moviment Negre Unificat (MNU) en 1978 i com un dels fundadors del PDT en 1980. Va ocupar un escó de diputat federal per Rio de Janeiro el 1982, sent el primer activista antiracista al Congrés Nacional. En diferents ocasions, Abdias va necessitar ser assertiu a la Cambra dels Diputats. Quan un company diputat va afirmar que no existia racisme al Brasil, ell va respondre: «qui sap de racisme són aquells que el sofreixen, i no la Vostra Excel·lència, que pertany a la classe dels privilegiats». En un altre moment, un diputat va dir que era exagerat afirmar que els negres eren oprimits, doncs l'opressió requeia sobre els pobres en conjunt, sense importar-ne la raça. Nascimento va intervenir: «La lluita negra no està desvinculada de les reivindicacions dels oprimits d'aquest país. Però això no vol dir que no tinguem els nostres problemes específics. Cap altre pobre de qualsevol altra raça va ser esclavitzat durant 400 anys aquí al Brasil. Només nosaltres». Un altre diputat va citar els esportistes Pelé i João Paulo per a argumentar que els negres no eren ciutadans de segona classe. Abdias es va manifestar: «He d'afirmar que aquestes excepcions apuntades per la Vostra Senyoria tan sols confirmen la regla».
Va presentar projectes de llei per a transformar el racisme en crim de lesa humanitat, crear quotes racials en el servei públic i en les empreses privades, incloure en el currículum de les escoles la història d'Àfrica i la cultura negra i transformar el 20 de novembre en el Dia Nacional de la Consciència Negra. Cap dels projectes va ser aprovat. Va votar a favor de l'Esmena Dante de Oliveira en 1984, però no va poder participar de la votació que va elegir Tancredo Neves el 1985. El 1986, no va aconseguir reelegir-se diputat.
L'any 1997 va assumir la vacant al Senat deixada per la mort de Darcy Ribeiro. Quan es va incorporar a la cambra, va ser presentat com el primer senador negre del Brasil. Ell va negar aquest fet, citant diversos polítics negres del passat que mai van assumir tal identitat. Va preguntar: «no constitueix un escàndol que solament ara, 165 anys després de l'organització de les institucions legislatives nacionals, un home d'ascendència africana conscient i orgullós d'aquesta condició i representant els anhels d'aquesta immensa població, arribi al Senat?». Cap dels seus projectes de llei tampoc van ser aprovats al Senat. Abdias començava els seus discursos parlamentaris demanant la protecció del déu Olorum i els concloïa desitjant axé, que significa “força” en l'idioma ioruba.

### Casaments
Va estar casat amb l'assistenta social, activista i periodista Maria de Lourdes Vale Nascimento. Va casar-se una segona vegada, amb l'actriu Léa Garcia, amb qui va tenir dos fills. La seva última esposa va ser la sociòloga nord-americana Elizabeth (Elisa) Larkin, amb qui va tenir un fill.

## Mort
Abdias va morir el 23 de maig de 2011, als 97 anys, a causa d'una insuficiència cardíaca. Ell estava ingressat des d'abril a l'Hospital dels Servidors de Rio de Janeiro a causa d'una pneumònia, que va agreujar problemes cardíacs i renals crònics i no va resistir a les complicacions de la malaltia.

## Pensament

En un assaig del Teatre Experimental del Negre, 1957

El tema cèntric de la vida, lluita i obra d'Abdias do Nascimento va ser la qüestió racial brasilera. Era contrari a la idea de què havia una democràcia racial al Brasil, ja que, malgrat l'abolició de l'esclavitud, el poble negre encara continuava marginat, lluny dels espais de poder i sofrint constant discriminació.
Proposava una valorització de la identitat i cultura afrobrasileres, a través de representacions positives de la negritud en l'art i en la cultura, com va fer amb la creació del Teatre Experimental del Negre. Era defensor també del panafricanisme, moviment que proposa la unió i solidaritat entre els pobles africans i de la diáspora, creient que les seves lluites estan interconnectades. Va defensar la idea de reparació històrica per a la població negra del Brasil, com forma de corregir danys causats per l'esclavitud i segles d'opressió. També va ser un dels primers a proposar polítiques afirmatives, com quotes racials, per a millorar la inclusió dels negres en l'educació i el mercat de treball.

## Homenatges
- Doctor honoris causa — Universitat Federal de Bahia (UFBA).[26]
- Doctor honoris causa — Universitat de Brasília (UnB).[27]
- Doctor honoris causa — Universitat Obafemi Awolowo, de Nigèria.[26]
- Doctor honoris causa — Universitat de l'Estat de Bahia (Uneb).[26]
- Doctor honoris causa — Universitat de l'Estat de Rio de Janeiro (UERJ).[28]
- Professor emérito de la University at Buffalo, The State University of New York (SUNY Buffalo).[29]
- En 2012 va ser homenatjat per l'escola de samba Acadêmicos de Vigário Geral, que va presentar el samba-enredo "Abdias Nascimento: Una vida de lluites", en el carnaval carioca.[30]
- La Comanda Senador Abdias Nascimento és creada per la Resolució n.º 43, del  22 de novembre de 2013, del Senat Federal.[31]
- El 2007 va ser distingit amb l'Orde del Mèrit Cultural pel govern brasiler.[32]
- El 14 de setembre de 2017 va tenir el seu nom donat a un buc de la Transpetro - Petrobras Transport.[33]
- Declarat "heroi nacional" per la Llei n.º 14.800/2024, de 8 gener de 2024.[34]
- Es crea l'escola tècnica estatal Abdias do Nascimento (ETEC), localitzada a Paraisópolis.
- El 14 de desembre de 2013, el Col·legi Estatal Costa e Silva, en Nova Iguaçu, va passar a dir-se Col·legi Estatal Abdias do Nascimento.